# Girls Bravo
Girls Bravo (japanisch ガールズブラボー Gāruzu Burabō) ist ein Manga von Mario Kaneda aus den Jahren 2000 bis 2005, der 2004 auch als Anime-Fernsehserie umgesetzt wurde. Die romantische Komödie und erotische Harem-Geschichte erzählt von einem Jugendlichen, der von Mädchen gemobbt wurde und daher geradezu allergisch auf sie reagiert, dann in eine andere Welt versetzt wird, in der er nur von Mädchen umgeben ist und auch nach seiner Rückkehr von diesen umschwärmt wird.

## Handlung
Yukinari Sasaki, eher klein für sein Alter, wird seit jeher von den Mädchen auf seiner Schule und auch sonst immer missachtet und gedemütigt. In der Oberstufe stellte er fest, dass er auf Mädchen allergisch reagiert. Sobald er von ihnen berührt wird, bekommt er einen fürchterlichen Ausschlag am ganzen Körper. Als Yukinari eines Tages von der Schule nach Hause kommt, fällt er plötzlich in die Badewanne und landet in einer mystischen Welt namens Seiren. Diese kreist unsichtbar um die Erde und es sieht so aus, als wäre die Erde der Mond dieser Welt. Seltsamerweise besteht die Bevölkerung fast nur aus Frauen und Mädchen und es ist nur selten ein Junge oder ein Mann zu sehen. Dort findet er in Miharu Sena Kanaka jedoch schnell eine neue Freundin. Diese kann ihn berühren, ohne dass sein Körper allergisch darauf reagiert. Jedoch möchte Yukinari wieder zurück zur Erde, nachdem er sieht, dass seine gute Freundin Kirie dort im Badezimmer weint. Als Miharu dies bemerkt, wendet sie ihre Magie an, um Yukinari wieder in sein Badezimmer zu befördern. Sie landet dabei ebenfalls im Badezimmer, jedoch trägt sie keine Kleider mehr am Leib.
Nach und nach kommen immer mehr Personen zur Gruppe dazu. So die Geschwister Kazuharu und Risa Fukuyama. Kazuharu ist ganz verrückt nach Mädchen, hat aber das gleiche Problem wie Yukinari, jedoch gegenüber Männern. Seine Schwester ist eine schwarze Hexe, die Yukinari für die Liebe ihres Lebens hält und ihre Magie dazu missbraucht, an ihr Ziel zu kommen. Weitere Mädchen aus Seiren, wie Koyomi und Tomoka, kommen außerdem in Yukinaris Welt. Koyomi hat von Miharus großer Schwester den Auftrag bekommen, diese zu finden und zurückzubringen, später dann um für dieselbige einen Mann auf der Erde zu finden, der zu ihr passt. Koyomi hat jedoch schreckliche Panik vor Männern, weswegen sie sich unwohl auf der Erde fühlt. Die hochintelligente Tomoka hingegen, welche zusammen mit Koyomi auf die Erde gekommen ist, fühlt sich schon ziemlich erwachsen und reagiert äußerst empfindlich wenn sie als Kind bezeichnet wird, obwohl sie die Jüngste von allen ist.

## Charaktere
Yukinari Sasaki (佐々木 雪成)
Er wird von Mädchen oft schikaniert, weil er so klein ist. Wenn ihn ein Mädchen berührt oder ihm zu Nahe kommt, bekommt er einen allergischen Ausschlag. Sein Vater arbeitet im Ausland, und seine Mutter hat ihn verlassen und kümmert sich nicht mehr um ihn, also lebt er ganz alleine zu Hause.
Miharu Sena Kanaka (ミハル·セナ·カナカ)
Miharu kommt aus einer Waldstadt von Seiren. Sie hat drei seltsame Punkte auf ihrer Stirn, welche magische Fähigkeiten haben. Jedoch weiß sie nicht wie man diese Magie kontrollieren kann. Sie hat eine Schwester mit dem Namen Maharu. Sie liebt Yukinari und ist das einzige Mädchen, das bei ihm keine allergische Reaktion auslöst wenn sie ihn berührt oder in seiner Nähe ist. Sie weiß nicht was gut und was böse ist, sodass sie leider leichtgläubig ist und zu schnell den falschen Leuten vertraut.
Kirie Kojima (小島 桐絵)
Sie kennt Yukinari seit seiner Kindheit. Die beiden sind Nachbarn und gehen auf dieselbe Schule. Kirie ist ziemlich gemein und beleidigend zu Yukinari, sorgt sich aber auch um ihn. Sie ist außerdem sehr geübt in Kampfsport.
Kazuharu Fukuyama (福山 和春)
Kazuharu ist Millionärskind und behauptet von sich, ein Frauenheld zu sein. Selbst Opfer einer Phobie gegenüber Männern bekommt er einen Ausschlag, wenn ein Mann ihm zu nahe kommt oder ihn sogar berührt. Das ist auch der Grund, wieso nur Frauen auf seinem Anwesen leben.
Risa Fukuyama (福山 リサ)
Risa ist die jüngere Schwester von Kazuharu. Sie denkt, dass sie und Yukinari vom Schicksal füreinander bestimmt worden sind. Als Hexe der schwarzen Magie schreckt sie auch nicht davor zurück diese anzuwenden.
Koyomi Hare Nanaka (コヨミ·ハレ·ナナカ)
Sie wurde auf die Erde geschickt, um Miharu zu suchen. Sie kommt ebenfalls aus Yukinaris Badewanne, wie es bereits Miharu getan hat. Bei ihrer Ankunft erleidet sie eine Gehirnerschütterung und vergisst dabei ihren Auftrag. Als sie Yukinaris Ausschlag entdeckt, erinnert sie sich an Miharus drei Punkte auf der Stirn und ihren Auftrag. Sie ist erschrocken von den vielen Männern auf der Erde. Später erhält sie den Auftrag, für Miharus Schwester einen Mann auf der Erde zu finden.
Tomoka Lana Jude (トモカ·ラナ·ジュード)
Tomoka kam zusammen mit Koyomi auf die Erde und mag es nicht, dass man sie als Kind bezeichnet. Tut man es trotzdem, kann sie ziemlich schnell wütend werden. Sie ist zudem sehr geübt was den Umgang mit Magie anbelangt.

## Veröffentlichungen
In Japan wurde der Manga von Dezember 2000 bis Mai 2005 im Manga-Magazin Shōnen Ace des Verlages Kadokawa Shoten veröffentlicht. Dieser brachte die Kapitel danach gesammelt in zehn Bänden heraus. Der Manga erschien in Deutschland von August 2006 bis April 2008 beim Carlsen Verlag mit allen zehn Bänden. Die Übersetzung stammt von Antje Bockel. In den USA erschien der Manga bei Tokyopop, in Frankreich bei Pika Édition, in Italien bei Play Press und in Taiwan bei Taiwan Tohan.
In Japan erschien zum Manga 2005 ein Artbook mit Farbillustrationen der Charaktere in diversen Kostümen und Situationen, Kommentaren sowie einer Manga-Kurzgeschichte mit vier Farbseiten.

## Adaptionen

### Anime
Der Anime Girls Bravo besteht aus zwei Staffeln. Girls Bravo: first season (GIRLSブラボー first season) wurde von 5. Juli 2004 bis 28. September 2004 bei Fuji TV in Japan gezeigt und besteht aus insgesamt 11 Episoden, die zweite Staffel Girls Bravo: second season (GIRLSブラボー second season) folgte von 27. Januar 2005 bis 21. April 2005 bei WOWOW und enthält 13 Episoden. Der Anime wurde im Studio AIC Spirits produziert. Regie führte Ei Aoki und die Drehbücher schrieb Akira Watanabe. Das Charakterdesign stammt von Ryūichi Makino und die künstlerische Leitung lag bei Yasutoshi Kawai. Tonregie führte Yōta Tsuruoka und für die Kameraführung war Ryōsuke Ōmae verantwortlich. Die Musik komponierte Noriyasu Agematsu. Die Vorspannlieder der beiden Staffeln sind Going My Way und Ever After, beide gesungen von Yozuca. Die Abspanntitel sind Koko ni Irukara… und and then, von Miyuki Hashimoto.
Auf Englisch wurde die Serie von diversen Streaming-Plattformen sowie auf Kaufmedien veröffentlicht. Eine spanische Fassung lief bei Buzz Channel in Spanien und in Brasilien wurde der Anime von der FUNimation Entertainment per Streaming veröffentlicht.
| Rolle              | japanischer Sprecher (Seiyū) |
| ------------------ | ---------------------------- |
| Kazuharu Fukuyama  | Ryōtarō Okiayu               |
| Risa Fukuyama      | Yuki Matsuoka                |
| Kirie Kojima       | Chiwa Saitō                  |
| Koyomi Hare Nanaka | Masayo Kurata                |
| Miharu Sena Kanaka | Ayako Kawasumi               |
| Yukinari Sasaki    | Mamiko Noto                  |
| Tomoka Rana Jūdo   | Ayaka Saitō                  |

### Videospiel
Für die PlayStation 2 ist bei Kadokawa Shoten 2005 ein Abenteuerspiel mit dem Titel Girls Bravo: Romance 15's erschienen.

## Rezeption
Der Manga gehöre zu den schlechtesten Geschichten im Genre romantische Komödien im Slapstick-Shōnen, so Jason Thompson. Es werden beliebige Kurzabenteuer aneinandergereiht, deren Pointen aber nicht zündeten und erotischer Inhalt ebenso fade und uninteressant sei. Die Zeichnungen seien gut und dem Genre angemessen – erotisch aber an den entscheidenden Stellen doch bedeckt – so die Bewertung der AnimaniA zum Manga. Den Anime bezeichnet man in der MangasZene als „Schrott“, der weder lustig noch originell ist, und noch nicht mal die Mädels seien süß – „Nur was für Masochisten mit ausgeprägtem Gehirntodeswunsch“.